# حملة وادي جاكسون

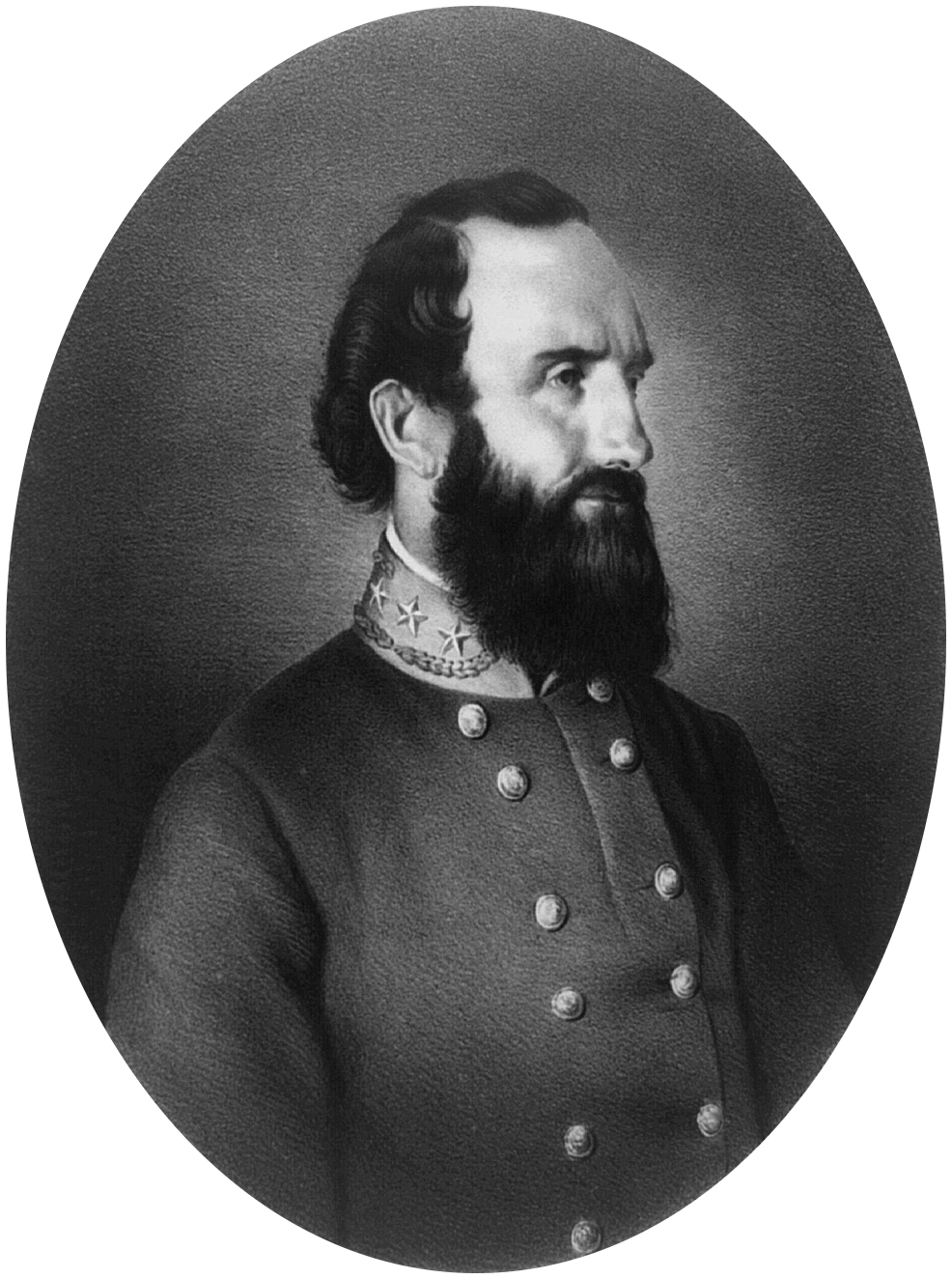
اللواء الكونفدرالي توماس جيه

حملة وادي جاكسون المعروفة أيضًا باسم حملة وادي شيناندواه عام 1862 كانت حملة اللواء الكونفدرالي توماس جيه «ستونوول» جاكسون في ربيع عام 1862 عبر وادي شيناندواه في فيرجينيا أثناء الحرب الأهلية الأمريكية. بشجاعتهم وحركاتهم السريعة غير المتوقعة على الخطوط الداخلية، تقدم رجال جاكسون البالغ عددهم 17000 مسافة 646 ميلًا (1040 كم) في 48 يومًا وفازوا بعدة معارك صغيرة، كان منها ثلاث اشتباكات مع جيوش الاتحاد تكللت بالنجاح (52000 رجل)، مما أعاقهم من تعزيز هجوم الاتحاد ضد ريتشموند.
تكبد جاكسون هزيمة تكتيكية أولية (هزيمته الثانية في الحرب) في معركة كيرنستاون الأولى (23 مارس 1862) ضد العقيد ناثان كيمبل (جزء من جيش اللواء ناثانيال بي بانكس) لكنه ثبت أنه انتصار كونفدرالي استراتيجي لأن الرئيس أبراهام لنكولن عزز قوات وادي الاتحاد بالقوات التي كانت في الأصل مخصصة لحملة شبه الجزيرة ضد ريتشموند. بعد كيرنستاون، تراجع جاكسون لتشكيل خط في ستوني كريك جنوب وودستوك، مما جعل مقره الرئيسي في نارو باساج في ستوني كريك. وهناك حيث استدعى عالم الخرائط المحلي جيديداياه هوتشكيس الذي أوصى بالانسحاب من ستوني كريك، التي يتعذر الدفاع عنها، والتراجع إلى رودز هيل، وهو نتوء صغير استراتيجي ولكنه موقع دفاعي قيادي على طول وادي تُرنبايك جنوب جبل جاكسون. وفي رودز هيل، التي كانت مقرًا لجاكسون في الفترة من 2 إلى 17 أبريل، أعاد جاكسون تنظيم قيادته. كان جاكسون قد أصدر أوامر لهوتشكيس «بإنشاء خريطة للوادي من هاربرز فيري إلى ليكسينغتون يَظهر عليها جميع نقاط الدفاع والهجوم في تلك المواقع». لم يكن قد رُسم خريطة لوادي شيناندواه من قبل، وأثبتت خرائط هوتشكيس ومعرفته بالتضاريس أنها ميزة تكتيكية جوهرية لجاكسون طوال بقية الحملة.
في 8 مايو، بعد أكثر من شهر من المناوشات مع بانكس، تحرك جاكسون بصورة مضللة إلى غرب الوادي وطرد عناصر من جيش اللواء جون سي فريمونت في معركة ماكدويل، مما حماه من تشكل مزيج محتمل من جيشي الاتحاد ضده. ثم توجه جاكسون إلى الوادي مرة أخرى لمواجهة بانكس. محاولًا التستر على حركته في وادي لوراي، انضم جاكسون إلى اللواء ريتشارد إس. إيويل واستولى على الحامية الاتحادية في فرونت رويال في 23 مايو، مما تسبب في تراجع بانكس إلى الشمال. في 25 مايو، في معركة وينشستر الأولى، هزم جاكسون بانكس وطارده إلى أن عبر جيش الاتحاد نهر بوتوماك إلى ماريلند.
بالاستعانة بتعزيزات الاتحاد التي جاءت معه من شرق فيرجينيا، استعاد الجنرال جيمس شيلدز السيطرة على فرونت رويال وخطط للارتباط مع فريمونت في ستراسبورغ. كان جاكسون في تلك الأثناء تحت التهديد من قبل ثلاثة جيوش صغيرة تابعة للاتحاد. بعد انسحاب الوادي من وينشستر، طارد فريمونت وشيلدز جاكسون. في 8 يونيو، هزم إيويل فريمونت في معركة كروس كيز وفي اليوم التالي، عبر نهر الشمال للانضمام إلى القوات مع جاكسون لهزيمة شيلدز في معركة بورت ريبابليك، وبذلك انتهت الحملة.
تابع جاكسون حملته الناجحة بمسيرات قسرية للانضمام إلى الجنرال روبرت إدوارد لي في معارك الأيام السبعة خارج ريتشموند. رفعته حملته الجريئة إلى مرتبة الجنرالات الأكثر شهرة في الكونفدرالية (حتى انتزع لي هذه السمعة لاحقًا) ودُرست منذ ذلك الحين من قبل المنظمات العسكرية في جميع أنحاء العالم.

## خلفية
في ربيع عام 1862، كانت «الروح المعنوية الجنوبية في الحضيض» و «بدت آفاق بقاء الكونفدرالية قاتمة». بعد صيف عام 1861 الناجح، وخاصة معركة بول رن الأولى (معركة ماناساس الأولى)، تراجعت هذه الآفاق بسرعة. استولت جيوش الاتحاد في الجبهة الغربية، تحت قيادة يوليسيس س. جرانت وآخرين، على جنوب الولايات المتحدة وفازت بمعارك حاسمة في حصن دونلسون وشيلوه. وفي الشرق، كان جيش بوتوماك الهائل التابع للواء جورج برينتون ماكليلان يهدد ريتشموند من الجنوب في حملة شبه الجزيرة. إذ كان فيلق اللواء إيرفين ماكدويل يستعد لضرب ريتشموند من الشمال، وكان جيش اللواء ناثانيال بي بانكس يهدد وادي شيناندواه. ومع ذلك، كانت القوات الكونفدرالية التابعة لجاكسون في «معنويات عالية» مما وضع الأساس لأدائه في الوادي في ذلك الربيع، مما ساعد على إخراج خطط الاتحاد عن مسارها وإعادة إحياء الروح المعنوية الكونفدرالية في أماكن أخرى.
خلال الحرب الأهلية، كان وادي شيناندواه أحد أكثر السمات الجغرافية لفيرجينيا استراتيجيةً. إذ مرت مستجمعات المياه لنهر شيناندواه بين جبال السلسلة الزرقاء في الشرق وجبال أليغيني إلى الغرب، وتمتد 140 ميلًا جنوب غرب نهر بوتوماك في شبردزتاون وهاربرز فيري، بمتوسط عرض 25 ميلًا.
وفقًا لاتفاقيات السكان المحليين، يشير «الوادي الأعلى» إلى الطرف الجنوبي الغربي، والذي كان له ارتفاع أعلى بشكل عام من الوادي السفلي إلى الشمال الشرقي. على سبيل المثال، الانتقال إلى «أعلى الوادي» يعني السفر إلى الجنوب الغربي. بين الشوكات الشمالية والجنوبية لنهر شيناندواه، ارتفع جبل ماسانوتن على ارتفاع 2900 قدم وفصل الوادي إلى نصفين لحوالي 50 ميلًا، من ستراسبورغ إلى هاريسونبورغ. خلال القرن التاسع عشر، لم يكن هناك سوى طريق واحد عبر الجبل، من نيو ماركت إلى لوراي. قدم الوادي ميزتين إستراتيجيتين إلى الكونفدراليات. أولًا، عندما يحاول جيش شمالي دخول فيرجينيا قد يتعرض لهجمات كونفدرالية التفافية تتدفق عبر العديد من فجوات الرياح عبر السلسلة الزرقاء. ثانيًا، وفر الوادي طريقًا محميًا سمح للجيوش الكونفدرالية بالتوجه شمالًا إلى ولاية بنسلفانيا دون عوائق؛ إذ كان هذا هو الطريق الذي سلكه الجنرال روبرت إي لي لغزو الشمال في حملة جيتيسبيرغ عام 1863 ومن قبل الفريق جوبال أ. إيرلي في حملات الوادي عام 1864. على النقيض من ذلك، لم يقدم توجيه الوادي ميزة تذكر للجيش الشمالي المتجه نحو ريتشموند. لكن حرمان الكونفدرالية من الوادي سيكون بمثابة ضربة كبيرة. فهي منطقة غنية زراعيًا، منتجةً 2.5 مليون بوشل من القمح في عام 1860، مما يمثل حوالي 19% من المحصول في الولاية بأكملها. وكان الوادي أيضًا غنيًا بالماشية، التي استُخدمت لتوفير الغذاء جيوش فرجينيا والعاصمة الكونفدرالية ريتشموند. إذا تمكن الفدراليون من الوصول إلى ستونتون في الوادي الأعلى، فإنهم سيهددون خط سكة حديد فيرجينيا وتينيسي الحيوي، الذي يمتد من ريتشموند إلى نهر المسيسيبي. كتب ستونوول جاكسون إلى أحد الموظفين، «إذا خسرنا الوادي فسنخسر فيرجينيا». بالإضافة إلى حملة جاكسون في عام 1862، كان الوادي تحت الصراع طوال الحرب تقريبًا، وعلى الأخص في حملات الوادي عام 1864.